# 水谷まさる
水谷 まさる（みずたに－、1894年（明治27年）12月25日 - 1950年（昭和25年）5月25日）は、日本の童話作家、少女詩人。
東京出身。本名は勝。早稲田大学卒。コドモ社『良友』編集者、『少女画報』主筆などをへて童話作家となる。1928年千葉省三らと同人誌『童話文学』を創刊。

## 著書
- 『寶石の夢 小曲集』交蘭社、1920
- 『青みゆく月 詩集』近代文明社、1922
- 『神さまのお手』近代文明社、1922
- 『詩物語』水谷勝 交蘭社、1922
- 『少女詩の作り方』交蘭社、1922
- 『マッチの兵隊』イデア書院、1924
- 『水色の花』交蘭社、1924
- 『夢と影 感想集』交蘭社、1924
- 『遠き幻 米仏伊抒情記』交蘭社、1926
- 『薄れゆく月 詩物語集』大日本雄辯會、1927
- 『歌時計 童謠集』行人社、1929 大空社で復刻
- 『お菓子の国』金蘭社、1929 キンランエバナシ叢書
- 『海のあなた 外8篇』平凡社、1930 令女文学全集
- 『少年馭者 五年生童話』金蘭社、1934 水谷まさる學年別童話
- 『母なればこそ 少年少女薫育読本』交蘭社、1936
- 『父なればこそ 少年少女薫育讀本』交蘭社、1937
- 『カタカナ童話集』河目悌二絵 金の星社、1939
- 『童話日本国史』大石哲路絵 金の星社、1940
- 『五つの春風 童話』金蘭社、1941
- 『動物ノクニ』講談社の繪本、1941
- 『ほそい竹笛』金蘭社、1941
- 『日本の朝 少国民詩集』金蘭社、1942
- 『童話日本国史 2』金の星社、1943
- 『カメノクフウ』川上四郎畫 兒童圖書出版社、1945.12
- 『赤いばらの花』初山滋絵 宮島書店、1946
- 『童話生きてゐるおもちゃ』光和書房、1946
- 『たった一つ 童話』教養社、1946
- 『ハナトトリ』大石哲路畫 兒童圖書出版社、1946
- 『おかあさん』河目悌二画 企画社、1947
- 『ふしぎなきれ』河目悌二画 中村書店、1947
- 『富士山クラブ』田代光絵 金の星社 1947
- 『汽車のたび』安井小彌太畫 二葉書房、1948
- 『ひらがな幼年童話集』東京一陽社、1948
- 『ふしぎなかぎ』鈴木寿雄絵 広島図書、1948 3・4年ぎんのすず学級文庫
- 『一～二年生の童話』平野林造絵 東京一陽社、1949
- 『小学三四年のお話教室』金の星社、1949
- 『お話教室 小学1・2年～5・6年』金の星社、1951
- 『愛の讃歌』ゆまに書房、2003　少女小説傑作選カラサワ・コレクション 唐沢俊一監修

### 翻訳・再話
- 『世界童謠集 新譯』西條八十共譯 冨山房、1924　のち百科文庫
- 『ティスデール小曲集』交蘭社、1925
- 『トルストイ童話集 新訳』冨山房、1927
- 『ファーブル虫物語 1』厚生閣書店、1931
- エドモンド・デ・アミーチス『母を尋ねて三千里』譯述 金蘭社、1937 少年少女世界名著文庫
- ゴーゴリー原作『肖像画』初山滋絵 山王書院、1947
- ユーゴー『悲しき運命』書肆一杉 1948
- オルコット『若草物語』京屋出版社、1948 少年世界文学選
- チャールズ・ジケンズ作『嵐の中の孤児』編 金の星社、1949
- 『グリム童話集』松本かつぢ絵 企画社、1949